# 埃里克斯霍姆：被偷走的梦
《埃里克斯霍姆：被偷走的梦》是2025年隱蔽類冒險遊戲，由River End Games開發、Nordcurrent發行，對應PlayStation 5、Windows、Xbox Series X/S平台。
遊戲在Metacritic的匯總得分為84/100（PlayStation 5）、78/100（Xbox Series、Windows），在OpenCritic的媒體推薦率為82%。